# Мак персидский
Мак персидский (лат. Papaver persicum) — вид травянистых растений рода Мак (Papaver) семейства Маковые (Papaveraceae), распространённый в Западной Азии (южная и восточная Турция, северный Ирак, северо-западный Иран) и в Закавказье.

## Ботаническое описание
Двулетние травянистые растения, 15—40 см высотой. Листья однажды или дважды перисто-рассечённые, прикорневые собраны в розетку.
Лепестки розовые, без чёрного пятна, очень легко опадающие. Тычинки жёлтые. Коробочка волосистая, кверху и внизу суженная, открывается кнаружи большими клапанами.
Отличается от Papaver armeniacum только опушенностью коробочки.